# Alberto Ohaco
Alberto Bernardino Ohaco (Avellaneda, 20 gennaio 1889 – Lomas de Zamora, 3 gennaio 1950) è stato un calciatore argentino, di ruolo attaccante.

## Caratteristiche tecniche
Giocava come attaccante: era un interno sinistro. Dotato di una affinata tecnica, Ohaco possedeva molte doti, che lo resero uno dei giocatori più forti d'Argentina. Era tatticamente intelligente, abile nell'organizzare il gioco della sua squadra, aveva personalità e riusciva a trovare spesso la rete.

## Carriera

### Club
Ohaco iniziò la propria carriera nel Racing Club de Avellaneda: suo padre, Juan, era stato tra i fondatori della società. Debuttò nel 1910, contribuendo alla promozione della squadra in massima serie. Nel 1911 debuttò in Copa Campeonato, e nel 1912 divenne capocannoniere del torneo, con 9 gol segnati su 10 gare disputate dal Racing Avellaneda. Con la maglia della formazione bianco-azzurra Ohaco divenne ben presto un idolo della tifoseria: l'affetto tributatogli dai sostenitori del Racing fa sì che egli possa essere considerato uno dei primi idoli del calcio argentino. Insieme ad altri giocatori, segnatamente ai compagni di reparto Canaveri, Marcovecchio, Hospital e Perinetti, compose l'ossatura del Racing che vinse sei titoli consecutivi in Copa Campeonato. Nel 1913 il Racing vinse per la prima volta il campionato nazionale, e Ohaco fu tra i protagonisti, avendo segnato 20 volte: la quantità di gol marcati gli permisero di diventare per la seconda volta di fila il capocannoniere. Anche nel 1914 e nel 1915 Ohaco primeggiò per numero di reti, stabilendo il primato personale nel 1915, con 31 realizzazioni. La sua abilità lo rese uno dei punti di riferimento della squadra, che si affidava a lui per costruire il gioco e finalizzare l'azione; fu inoltre nominato capitano. Lo stile del Racing includeva rapidità d'esecuzione, buona tecnica individuale e frequente ricorso al dribbling. Nel 1916, 1917 e 1918 fu sempre il sodalizio di Avellaneda a guidare la classifica: nel 1919, con la scissione avvenuta tra Asociación Argentina de Football e Asociación Amateurs de Football, la decisione del Racing di disputare la Primera División di quest'ultima federazione fruttò un nuovo titolo, il settimo consecutivo. Nel 1920 il River Plate interruppe la serie di vittorie del Racing; nel 1921 Ohaco si rese protagonista del campionato, giocando un ruolo importante per il successo finale della propria squadra. Due anni dopo, si ritirò dall'attività agonistica.

### Nazionale
Iribarren giocò 13 partite con la sua Nazionale. Debuttò il 15 agosto 1912, nella partita di Montevideo contro l'Uruguay, valido per la Copa Lipton. Raccolse la sua seconda presenza un anno più tardi; fu poi convocato nuovamente nel 1915. Nel 1916 prese parte alla Copa Newton, segnando una doppietta, e fu convocato per il Campeonato Sudamericano de Football. Nel ruolo abituale di interno sinistro, Ohaco debuttò contro il Cile a Buenos Aires, realizzando due gol: una al 2º minuto e l'altra al 75º. Venne rimpiazzato da José Laguna Durán contro il Brasile, e tornò in squadra il 17 luglio contro l'Uruguay. Nel 1917 venne nuovamente incluso nella lista per il Sudamericano, stavolta in programma in Uruguay: al suo debutto, contro i brasiliani, marcò una doppietta, al 56º e al 58º minuto, segnando la rimonta dell'Argentina che passò dal 1-2 al 4-2. Venne poi impiegato contro Cile e Uruguay, senza realizzare reti. Raccolse la sua ultima presenza durante la Copa Gran Premio de Honor Uruguayo nel 1918.

## Palmarès

### Club

#### Competizioni nazionali
- Copa Campeonato: 6

Racing Club: 1913, 1914, 1915, 1916, 1917, 1918
- Copa de Honor Cousenier: 1

Racing Club: 1913
- Copa Ibarguren: 5

Racing Club: 1913, 1914, 1916, 1917, 1918
- Copa de Honor Municipalidad de Buenos Aires: 3

Racing Club: 1913, 1915, 1917
- Primera División (AAm): 2

Racing Club: 1919, 1921

### Individuale
- Capocannoniere della Copa Campeonato: 4

1912 (9 gol), 1913 (20 gol), 1914 (20 gol), 1915 (31 gol),